# Uppfinnare
En uppfinnare är en person som hittar en genomförbar lösning på ett allmänt problem. 
Efter det att patentlagstiftning införts – i England från 1623 eller i Sverige från 1819 – är Juridiskt sett en uppfinnare en person som innehar ett patent. För att erhålla ett patent krävs att uppfinningen har "uppfinningshöjd", det vill säga att "det nya" inte redan finns "inom räckhåll" för en fackman.

## Exempel på uppfinnare av betydelsefulla uppfinningar
- Carl Bosch uppfann en process för att omvandla kvävegas till ammonium som ett konstgjort gödselmedel, vilket förändrade produktionen av livsmedel och medgav en kraftig befolkningsökning.[1]

Bland aktiva svenska uppfinnare är Håkan Lans den mest kända. Den uppfinnare som för närvarande har flest patent i Sverige är Bengt Lindoff, med över 300 patentansökningar. Lindoff är även med på listan över de drygt 100 mest produktiva uppfinnarna i världen. En annan produktiv uppfinnare är Mats Leijon som har drygt 100 patent.

## Några uppfinnare
- Håkan Lans
- Nicolas Appert
- Tim Berners-Lee
- Louis Breguet
- Thomas Edison
- John Ericsson
- Gustaf Dalén
- Carl Edvard Johansson
- Johan Petter Johansson
- John Logie Baird
- Thomas Midgley Jr.
- Samuel Morse
- Alfred Nobel
- Nikola Tesla
- Leonardo da Vinci
- James Watt
- Alexander Graham Bell
- Poul la Cour
- Granville T. Woods
- Christopher Polhem